# Ami-ami (film)
Pour les articles homonymes, voir Ami-ami.
Pour plus de détails, voir Fiche technique et Distribution.
Ami-ami est un film français réalisé par Victor Saint-Macary, sorti en 2018.

## Synopsis
Ravagé par sa dernière rupture, Vincent décide de s'installer en colocation avec Néféli, sa meilleure amie. À peine installés, le binôme se jure de ne plus tomber amoureux, de vivre d'amitié et d’histoires sans lendemain. Mais après quelques semaines de cohabitation complice et festive, Vincent rencontre Julie.

## Fiche technique
- Titre original : Ami-ami[1]
- Réalisation : Victor Saint-Macary
- Scénario : Victor Saint-Macary, Thomas Cailley, Audrey Diwan et Benjamin Charbit
- Musique : Victor Le Masne
- Montage : Florence Bresson
- Photographie : David Cailley
- Décors : Olivier Meidinger
- Costumes : Ariane Daurat
- Son : Éric Boisteau
- Production : Pierre Guyard
  - Production exécutive : Ève François Machuel
- Société de production : Nord-Ouest Films
  - SOFICA : Cinéventure 2, Cinémage 11, La Banque Postale Image 10
- Société de distribution : Le Pacte
- Pays d'origine :  France
- Langue originale : français
- Genre : comédie romantique
- Budget : 2.903M€
- Dates de sortie :
  - France : 17 janvier 2018
  - Russie : 17 mai 2018

## Distribution
- William Lebghil : Vincent
- Margot Bancilhon : Néféli
- Camille Razat : Julie
- Jonathan Cohen : Frédéric
- Béatrice de Staël : Elena, la mère de Vincent
- Christophe Odent : Christophe
- Hubert Saint-Macary : Henry, le père de Vincent
- Marie-Christine Orry : Morland
- Nicolas Wanczycki : Petament
- Manu Payet : le voisin érotomane

## Production

### Attribution des rôles
Le comédien William Lebghil, connu notamment pour interpréter le personnage de Slimane dans la série Soda, tient le premier rôle pour ce film.

### Tournage
Le tournage a débuté en janvier 2017 à Paris et s'est terminé en mars 2017 à Troyes.

## Musique
Sauf indication contraire, les informations mentionnées dans cette section peuvent être confirmées par la base de données cinématographiques IMDb,  présente dans la section « Liens externes ».
- Endless Summer par Sébastien Schuller.

## Accueil

### Box-office
| Pays ou région | Box Office      | Date d'arrêt du box-office | nombre de semaine |
| -------------- | --------------- | -------------------------- | ----------------- |
| France         | 156 402 entrées | 24/01/2018                 | 2                 |
| Russie         | 29,969$         | -                          | -                 |